# محمد تقی میرزا رکن‌الدوله

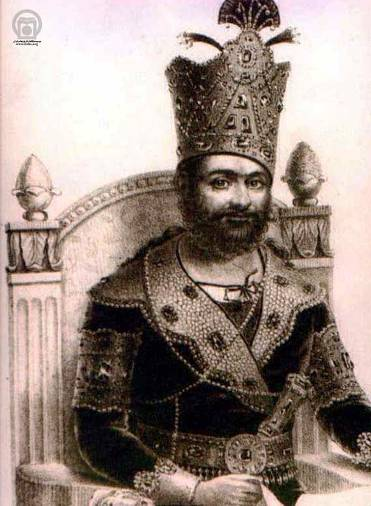
محمد شاه قاجار، پدر محمد تقی میرزا رکن‌الدوله

محمد تقی میرزا رکن‌الدوله متولد ۲۴ بهمن ۱۲۲۰ در تهران و درگذشته ۱۲۸۰، شاهزاده دودمان قاجاریان بود. وی از شاهزادگان باکفایت و هنرمند قاجار بود.

## والدین
او فرزند محمد شاه قاجار و زینب خانوم بود.

## لقب رکن‌الدوله
لقب رکن‌الدوله در سال ۱۲۴۷ به وی داده شد.

## سمت‌های دولتی
او بین سال‌های ۱۲۳۵ تا ۱۲۳۷ فرماندار تهران، ۱۲۴۶ تا ۱۲۴۷ و ۱۲۵۱ تا ۱۲۵۲ فرماندار خمسه، ۱۲۵۵ تا ۱۲۵۷ فرماندار زنجان، ۱۲۵۵، ۱۲۶۰، ۱۲۶۱ تا ۱۲۶۳، ۱۲۶۶ تا ۱۲۶۹ و ۱۲۷۶ استاندار خراسان، ۱۲۷۱ تا ۱۲۷۲، ۱۲۷۳ تا ۱۲۷۶ استاندار فارس و ۱۲۷۶ تا ۱۲۸۰ استاندار عربستان (مناطق جنوب غربی ایران) بود.

### فرمانداری تهران
در سال ۱۲۳۵ ه.ش که اردشیر میرزا، حاکم تهران، فرمانفرمای آذربایجان شد؛ محمد تقی میرزا به جای او به حکومت تهران انتخاب گردید. حکومت تهران اسما با او بود و کارها رسما با میرزا موسی تفرشی وزیر بود.

### استانداری خراسان
در سال ۱۲۵۵ به جای ظهیر الدوله به حکومت خراسان منصوب گردید و تا اواخر سال ۱۲۵۹ حدود پنج سال در خراسان حکومت کرد. مهم ترین واقعه در دوره حکومت رکن الدوله پیشروی روسیه تزاری بسوی مرزهای ایران و تصرف مرو توسط روسیه بود. در دوره حکومت رکن الدوله در خراسان ترکمن تازیها نیز هم چنان ادامه داشت. از اهم این تاخت و تازها در سال ۱۲۵۵ حمله ای پانصد نفره به خراسان با سرداری «ادنه نفس» و «عاشور لنگ» بود که مصطفی خان سردار خراسان آنها را شکست داد و عاشور لنگ را با هشتاد ترکمان مقتول و ادنه نفس را با دوازده تن دیگر اسیر کرد. اولین آمار گیری مشهد در سال ۱۲۵۷ در دوران رکن الدوله انجام شد.

در اواخر ۱۲۵۹ میرزا حسین خان سپهسالار اعظم از مشاغلش معزول و به جای رکن الدوله حکومت خراسان و نیابت تولیت آستان قدس رضوی را یافت اما بیش از چند ماه حکومت نکرد و فوت کرد. رکن الدوله دوباره حکومت خراسان یافت.
در ۱۳ مرداد ۱۲۶۶ بار دیگر به ایالت خراسان فرستاده شد و از دی ماه ۱۲۶۷ تولیت آستان قدس رضوی پس از میرزا محمدعلی صدرالممالک به او واگذار شد و تا ۱۲۶۹ در این سمت ها ماند. به جای او میرزا فتحعلی خان شیرازی صاحب دیوان به حکومت خراسان فرستاده شد.

### استانداری فارس
رکن الدوله در اواخر ۱۲۷۰ با تقدیم پیشکشی قابلی به شاه به حکومت فارس تعیین شد، هنوز هفت ماه از حکومتش نگذشته بود که دیگران حاضر شدند پیشکشی بیشتری دهند و حکومت فارس را بگیرند. رکن‏ الدوله تا این خبر را شنید، شرحی به انیس‏ الدوله نوشت و با توصیه و اعمال نفوذ انیس الدوله در منصبش باقی ماند. البته در اسفند 1271 معزول و بجایش نصرت الدین میرزا سالار السلطنه به پیشکاری حسینقلی خان مافی فرمانفرمای فارس شد.

رکن‌الدوله پس از احضار به دربار در سال ۱۲۷۳ بار دیگر به فرمان‌فرمایی ایالت فارس تعیین گردید و تا سال ۱۲۷۶ در این منطقه به حکمرانی پرداخت.

## ریاست دارالشورای کبری
امین السلطان که میانه خوبی با علی خان امین الدوله نداشت، اسبابی فراهم کرد که رکن الدوله به جای او به ریاست دارالشورای کبری انتخاب شود. ریاست رکن الدوله در دارالشورای کبری چندان طول نکشید.

## افتخارات
او مفتخر به دریافت نشان افتخار شیر و خورشید شد.

## زندگی شخصی
او ۸ فرزند پسر و ۶ فرزند دختر داشت. شاهزاده اشرف‌السلطانه قاجار از جمله فرزندان او است.

## درگذشت
رکن‌الدوله تا ۱۲۷۶ در حکومت فارس باقی بود. او یک سال بعد به فرمانفرمایی خراسان رسید و در این مقام باقی بود تا زمانیکه درگذشت.
پس از فوت رکن‌الدوله، مظفرالدین‌شاه بازماندگان او را به تهران خواند و لقب رکن‌الدوله را در حق علی‌نقی میرزا فرزند ارشد محمدتقی میرزا برقرار ساخت. نوادگان رکن‌الدوله پس از اجباری شدن انتخاب نام‌خانوادگی و حذف القاب توسط رضاشاه، نام‌خانوادگی «رکنی» را برگزیدند.

غلامحسین بنان نوهٔ دختری محمدتقی میرزا رکن‌الدوله است.